# Paul Merula

Paul Merula

Paul Merula (auch: Paulus van Merle; * 19. August 1558 in Dordrecht; † 20. Juli 1607 in Rostock) war ein niederländischer Jurist, Historiker und Geograph.

## Leben
Der Sohn des Willem Merula und der Jacoba Heermanns hatte die Schule in Dordrecht und in Delft besucht. Am 28. August 1578 immatrikulierte er sich an der Universität Leiden und besuchte verschiedene Hochschulen im Ausland. Teilweise bestritt er dabei seinen Lebensunterhalt als Hauslehrer und Konrektor. So hatte er unter anderem in Paris, an der Universität Orléans und an der Universität Bourges bei Jacques Cujas rechtswissenschaftliche und Literaturstudien betrieben. Diese hatte er in Genf, Basel und Straßburg fortgesetzt. In Frankreich nannte er sich aus Angst vor Ärger wegen seiner Glaubensüberzeugungen Gulielmus Mismetius oder Paul Guillaume. (Er war Großneffe des Angelus Merula.)
1587 arbeitete er als Advokat am Hof von Holland und arbeitete in den Folgejahren an einem Handbuch zum Zivilrecht, das unter dem Titel Manier van procederen in de Provintiën van Holland, Zeeland ende West-Vriesland, belangende civiele zaaken enz. (Leiden 1592, Den Haag 1619, 1631, 1681, Delft 1705, Leiden 1741 und 1784) erschien. Nachdem Justus Lipsius 1592 an die Universität Löwen gegangen war, wurde Merula am 8. August 1592 von den Kuratoren der Leidener Hochschule zum außerordentlichen Professor der Geschichte berufen und er übernahm am 8. Oktober 1593 den ordentlichen Lehrstuhl der Fachrichtung. In jener Zeit arbeitete an tausenden Stücken für eine Historia Belgica (Geschichte Belgiens), die sich vornehmlich mit dem Krieg gegen die Spanier auseinandersetzte und als handschriftliche Hinterlassung bekannt ist.
Nachdem er am 24. Februar 1597 zum Bibliothekar der Universitätsbibliothek in Leiden ernannt worden war, berief man ihn am 20. März 1597 zum Historienschreiber von Gelderland und am 21. Dezember 1598 zum Historienschreiber der Generalstaaten. In dieser Eigenschaft veröffentlichte er mehrteilige historische Bände. Neben seinen Aktivitäten auf dem Gebiet der klassischen Literatur, der Rechtswissenschaften und der Geschichte, beschäftigte er sich auch mit Geographie wie dies seine Cosmographiae generalis … beweist, welches das erste Werk von Bedeutung in diesem Bereich in den Niederlanden war. Er beteiligte sich auch an den organisatorischen Aufgaben der Leidener Hochschule und war 1602/03 Rektor der Alma Mater. Durch seine berufliche Beanspruchung erkrankte er und unternahm 1607 eine Erholungsreise nach Rostock, wo er Verwandte und Freunde hatte. Nach einem Aufenthalt von zwei Monaten und im Begriff nach Leiden zurückzukehren, wurde er von einem hitzigen Fieber erfasst, an dem er verstarb.
Aus seiner Ehe mit Judith Buys, der Tochter des Rates der Staaten von Holland Bartholomäus Buys Gryphius, stammen neun Kinder. Von diesen sind die Namen Jacoba, Willem, Bartholomeus, Angelus, Justina, Jacob, Jacob, Joannes und Jacoba bekannt. Die Tochter Justina heiratete 1619 den Juristen Anton Woltreich.

## Werke (Auswahl)

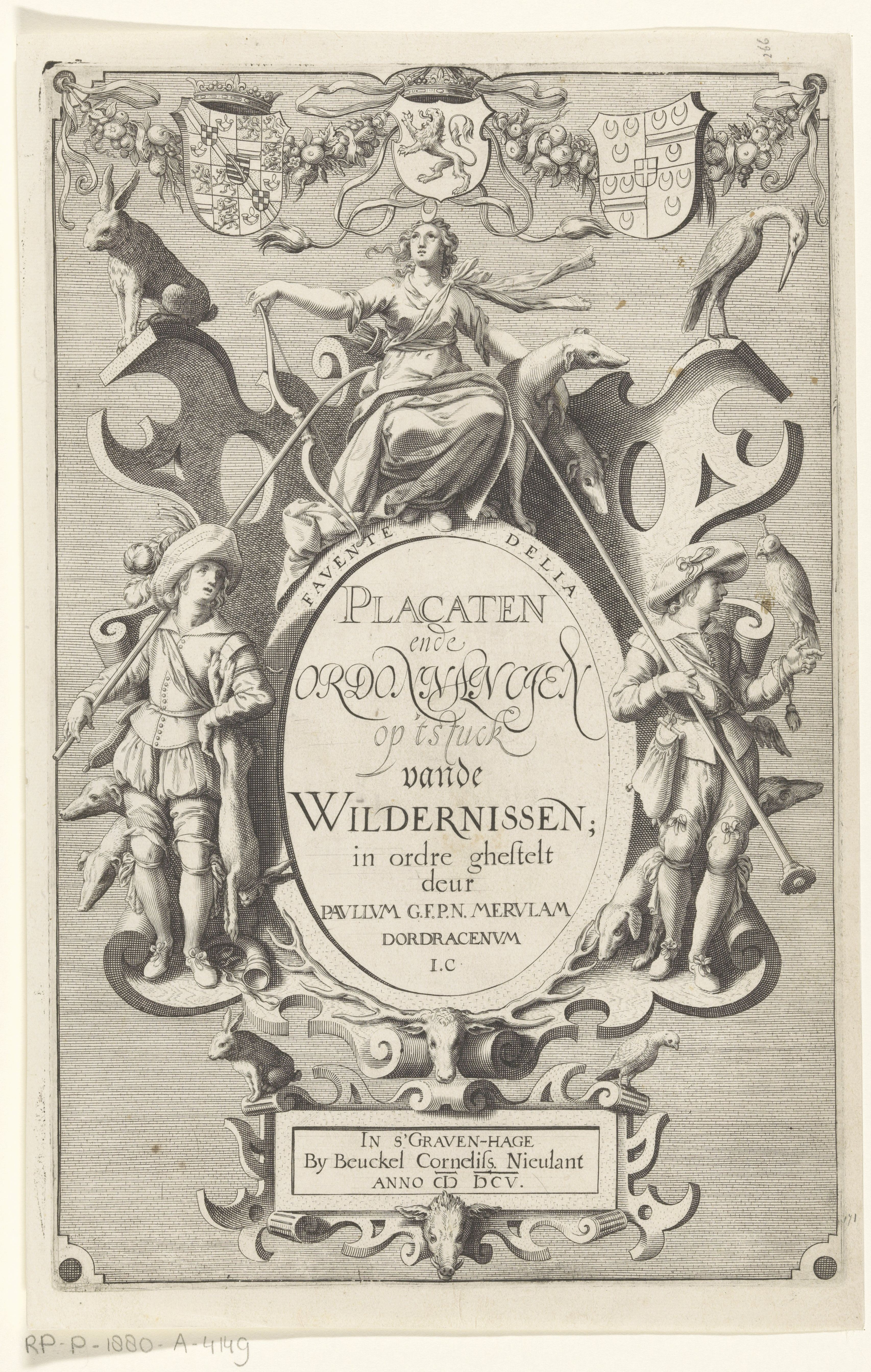
Titelblatt Placaten ende Ordonnantien … (1605)

- Manier van procederen in de Provintien van Holland, Zeeland ende West-Friesland, belangende Civile Zaaken, getrouwlijk ende met neerstigheid byeen vergaderd uit alle Ordonnantien, Privilegien, Instructien, Missiven, Acten, Apostillen etc. tot dien einde inde honderd jaaren herwaards, bij de Hooge Overigheid of van wegen dezelve uitgegeven: alles met Civile en Canonyke regten, nevens de Regtsgeleerden, zo nieuwe, als oude meeningen bevestigd. Leiden 1592; Den Haag 1619, 1631, 1681; Delft 1705, auch von G. de Haas unter dem Titel: Nu van nieuws vermeerderd met verscheide Placcaten, Resolutien, Ordonnantien, die naderhand uitgegeeven zijn; bevestigd met Regten, Advisen van Regtsgeleerden, Sententien van de Hoven van Justitie van Holland, Zeeland en elders; mitsgaders veele Aanmerkingen van voorname geoeffende Practisijns; met een groot nieuw verbeterd Register voorzien. Leiden, 1741, 1784.
- Urbis Romae Delineatio, et methodica ex variis Authoribus Descriptio Leiden 1599 auch von J.L. Fenacolius unter dem Titel Beschrijv. van het oude Rome. Amsterdam 1650 und von Livius Amsterdam 1650.
- Eutropii Historiae Romanae Libri X et Pauli Diaconi Libri XVIII ex editione P.M. Leiden, 1592, 1594.
- Ennii Annalium Libri XVIII, quae apud varios autores, supererant Fragmenta, collecta, composita, illustrata ab Paulo G.F.P.N. Merula. Leiden 1595.
- Vita Francisci Junii, Beturicensis, ab ipsomet Junio scripta. Leiden 1595, Genf 1602.
- Willerami Abbatis in Canticum Canticorum paraphrasis genuina, prior Rythmis Latinis, altera veteri linguâ Francicâ, addita Explicatio Linguâ Belgicâ et notae quibus veterum vocum Francicaram ratio redditur. Leiden 1596, 1598.
- Fidelis et succincta commemoratio rerum adversus Angelum Merulam tragice gestarum ab Inquisitoribus. Leiden 1604.
- Placaten ende Ordonnantien van de Wildernissen ende Jachtbedrijf. 1605; Groningen 1672.
- Vita Desiderii Erasmi, ex ipsius manu fideliter repraesentata. Additi sunt Epistolarum ipsius Libri duo, collecti et editi a P.M.. Leiden 1607.
- Cosmographia generalis Libri tres, item Geographiae particularis Libri quatuor: quibus Europa in genere; speciatim Hispania et Gallia, Italia, describuntur. Cum Tabulis Geographieis. Amsterdam 1605, 1621 und 1636 (Google Books).
- Tydt-Threzoor, ofte kort ende bondich verhael van den standt der Kercken ende de Wereltlicke regieringen; vervattende beneffens de Successie der Pausen, Patriarchen, Eerst-Bisschoppen, Bisschoppen, etc. Keysers, Koningen, Vorsten, Princen, etc. Geestelycke Ordens, vermaerde Schrijvers, Ketters etc. de gedenckwaerdichste geschiedenissen over den ganschen Aertbodem, van Christi geboorte af tot den tegenwoordigen jare 1614 met groote vlydt ende naersticheydt opgezocht ende by een gestelt, den tijdt omtrent van twaelf hondert jaren; door P.M.J.C. Historie Schrijver der Vereenichde Nederlanden. Voltrocken ende vervolght van den jare MCC tot den tegenwoordige jare MDCXIIII by synen soon Gulielmum Merulam. Leiden 1614, 1627, 1639.
- Joachimo Mörsio (Hrsg.): Diatriba de statu Reipublicae Batavicae, cum Libello de Republica atque urbibus Hollandiae. Leiden 1618.
- Opera posthuma de Natura Reipublicae Batavicae: accessere Dominici Baudii Orationes omnes. Leiden 1625.
- P. Scriverius (Hrsg.): Commentariolus de statu confoederatarum Provinciar. Batava. Accessit de eadem materia P. Merulae diatribe. Den Haag 1650.
- Oratie over den Aert en Eigenschap der Batavischen Republiek. Enkhuizen 1642.
- Vita Joannis Capnionis, cum ejusdem Epistolarum Libris. Leiden 1642.
- Dissertatio de Maribus, achter de verhandeling van Grotius de Mari libero. Leiden 1623, 1635.
- Italia, Gallia et Hispania. Amsterdam 1636.
- Joh. Boschio (Hrsg.): De Romanorum Comitiis et Praemiis, quae militiam sequebantur. Opuscula posthuma. Leiden 1675.
- Opera varia posthuma juxta Autographum cum amplissimo indice edita et recensita. Leiden 1684.